# Église protestante hongroise en France
L'Église protestante hongroise en France est une église calviniste. Elle est la représentation en France de l'Église réformée de Hongrie. Logée à la paroisse Saint-Esprit à Paris, elle fait ses offices mensuels en hongrois. Le président de la communauté est László Mester de Parajd.